# Воллей Бергамо
Воллей Бергамо (італ. Volley Bergamo 1991) — італійський жіночий волейбольний клуб з Бергамо. Семиразовий переможець Ліги чемпіонів Європейської конфедерації волейболу і восьмиразовий чемпіон Італії.

## Назви
- Volley Bergamo (1991—1992)
- Foppapedretti Bergamo (1992—2000)
- Radio 105 Foppapedretti Bergamo (2000—2006)
- Play Radio Foppapedretti Bergamo (2006—2007)
- Foppapedretti Bergamo (2007—2010)
- Norda Foppapedretti Bergamo (2010—2012)
- Foppapedretti Bergamo (2012—2018)
- Zanetti Bergamo (2018—2021)
- Volley Bergamo 1991 (2021–)

## Досягнення
Ліга чемпіонів ЄКВ
- Перше місце (7): 1997, 1999, 2000, 2005, 2007, 2009, 2010
- Друге місце (1): 2002
- Третє місце (3): 1998, 2003, 2006

Кубок виклику ЄКВ
- Перше місце (1): 2004
- Друге місце (1): 2001

Клубний чемпіонат світу
- Третє місце (1): 2010

Чемпіонат Італії
- Перше місце (8): 1996, 1997, 1998, 1999, 2002, 2004, 2006, 2011
- Друге місце (2): 2001, 2005
- Третє місце (3): 2008, 2009, 2010

Кубок Італії
- Перше місце (6): 1996, 1997, 1998, 2006, 2008, 2016
- Друге місце (7): 2001, 2002, 2004, 2005, 2010, 2011, 2014
- Третє місце (5): 2003, 2007, 2009, 2013, 2023

Суперкубок Італії
- Перше місце (6): 1996, 1997, 1998, 1999, 2004, 2011

## Галерея

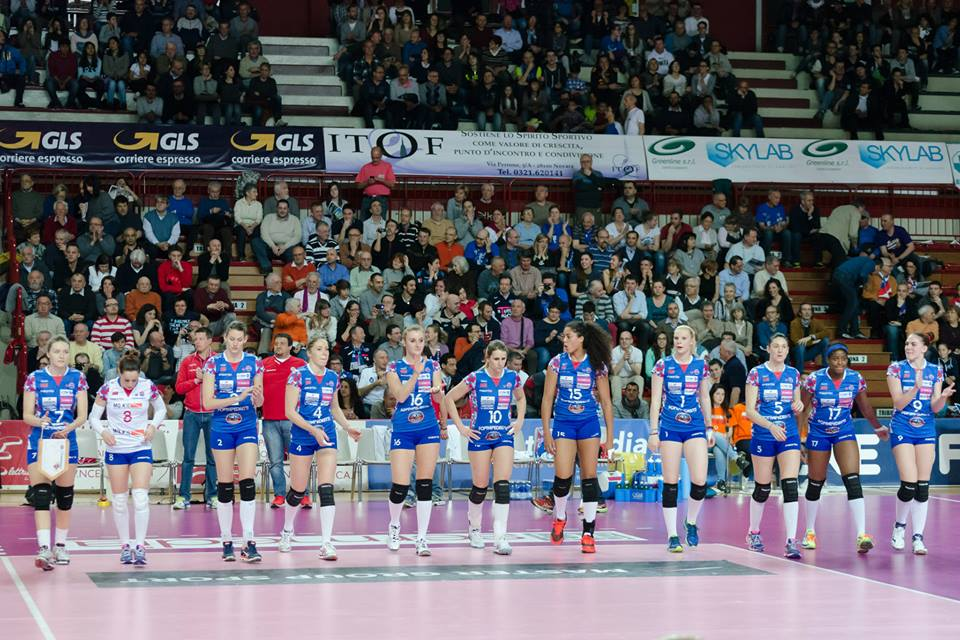
Сезон 2014/2015
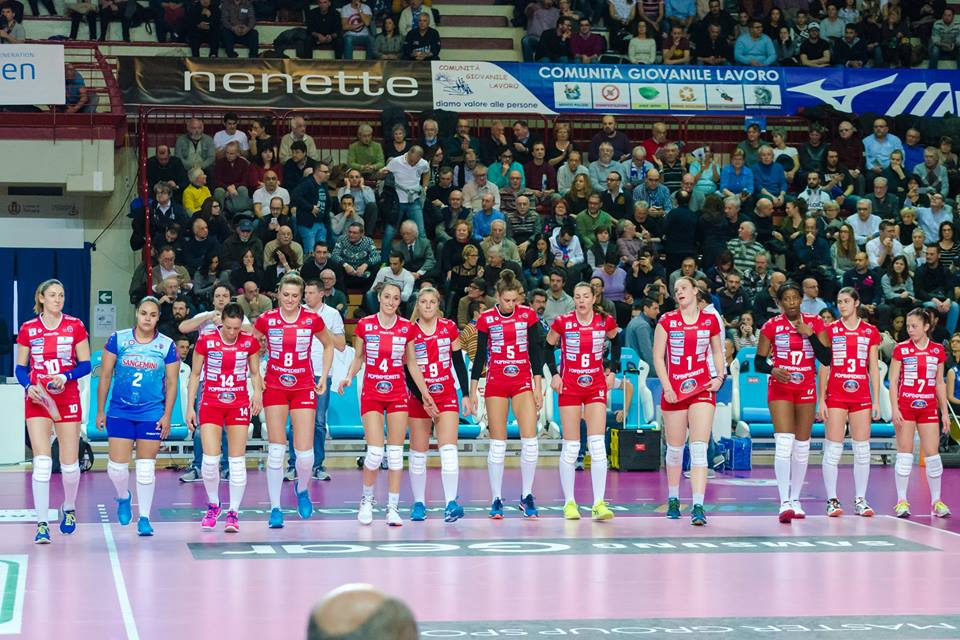
Сезон 2016/2017

- Сезон 2014/2015: Єлена Благоєвич (№ 7), Енріка Мерло[it] (№ 8), Алеша Дісінг (№ 2), Сара Лода (№ 4), Бенедетта Мамбеллі (№ 16), Мілена Садурек[it] (№ 10), Селесте Плак[it] (№ 15), Єва Павлович[it] (№ 1), Паола Паджі[it] (№ 5), Міріам Сілла (№ 17), Лаура Меландрі (№ 9).
- Сезон 2016/2017: Паола Паджі[it] (№ 10), Суелен Пінто (№ 2), Елеонора Ло Б'янко (№ 14), Мартіна Гвіджі[it] (№ 8), Лаура Партеніо (№ 4), Анна Вентуріні (№ 9), Міна Попович (№ 5), Алессія Дженнарі (№ 6), Єва Павлович[it] (№ 1), Міріам Сілла (№ 17), ? (№ 3), Паола Кардулло[it] (№ 7).